# Карл III Филипп
Карл III Филипп (нем. Karl III. Philipp; 4 ноября 1661, Нойбург-ан-дер-Донау, Швабия — 31 декабря 1742, Мангейм, Margraviate of Baden) — пфальцграф Нойбурга, герцог Юлиха и Берга, курфюрст Пфальца с 8 июня 1716 года, а также с 1716 по 1728 годы граф Мегена, из дома Виттельсбахов.  Имперский фельдмаршал (1 мая 1696).

## Биография
Рождённый в Нойбурге-на-Дунае, Карл Филипп был седьмым из 17 детей курфюрста Филиппа Вильгельма и его супруги Елизаветы Амалии Гессен-Дармштадтской.
Хотя Карл Филипп в возрасте 14 лет начинал как священнослужитель в Кёльне, затем, в 1677 году, в Зальцбурге и в 1679 году в Майнце, он так и не получил приличной должности и переключился на карьеру военного 1684 году.
Он принимал участие в Османо-габсбургской войне 1691—1694 годов и получил от императора титул фельдмаршала. В 1712 году, в Инсбруке он был назначен губернатором Передней Австрии.
Карл Филипп наследовал своему брату Иоганну Вильгельму после его смерти в 1716 году. Он перенёс столицу курфюршества в город Мангейм в 1720 году. Тогда же назначил своего придворного шута Перкео из Хейдельберга смотрителем дворцовых винных погребов.
Для того, чтобы объединить отдалённые линии династии Виттельсбахов Карл Филипп организовал брак своей внучки Елизаветы Августы с пфальцграфом Зульцбахским Карлом Филиппом Теодором, а её сестра Мария Анна за баварского принца Клеменса Франца. На выборах императора Карл Филипп голосовал за своего Баварского кузена Карла Альберхта.
С его смертью в 1742 году, пресеклась прямая мужская линия пфальцграфов Нёйбургских династии Виттельсбахов и титул курфюрста перешёл в следующую по старшинству линию этого дома пфальцграфов Зульцбахских. Так Карл Теодор стал курфюрстом Пфальца под именем Карла IV Теодора. Другая внучка Карла Филиппа Мария Франциска Доротея Пфальц-Зульцбахская вышла замуж за Фридриха Пфальц-Цвейбрюкен-Биркенфельдского, их сын Максимилиан позднее стал правителем Баварии.
Карл Филипп, как позднее и его наследник Карл Теодор, собрал в своей столице лучших музыкантов, которых современники наградили званием «лучшего оркестра Европы». Под руководством таких музыкантов как Ян Вацлав Стамиц и Карло Груа, в оркестре играли такие прославленные таланты как Леопольд и Вольфганг Амадей Моцарты.

## Семья
Карл Филипп был женат трижды:
- 10 августа 1688 года он женился на принцессе Людовике Каролине Радзивилл, вдовствующей маркграфине Бранденбургской. От первой жены у него было четверо детей:

1. Леопольдина Элеонора Жозефина (27.12.1689 — 08.03.1693).
2. Мария Анна (07.12.1690 — ум. 1692).
3. Елизавета Августа София (17.03.1693 — 30.01.1728).
4. сын (род. и ум.22.03.1695).

- 15 декабря 1701 года в Кракове он женился вторично на княжне Терезе Любомирской[пол.], наследнице Острожской ординации. У пары было две дочери:

1. Теофила Елизавета Франциска Фелисити (13.11.1703 — 31.01.1705).
2. Анна Елизавета Теофела (09.06.1709 — 10.02.1712).

- В 1728 году он женился третий раз на графине Виоланте Терезии (1683—1734), дочери графа Филиппа Вильгельма Турн-и-Таксиса. Бездетный брак был морганатическим, так как аугсбургская ветвь могущественной семьи Турн-и-Таксис лишь с 1657 года носила баронский титул, а графский получила в 1701 году.